# Franz Andelhof
Petrus Franciscus (Franz) Andelhof (Turnhout, 23 maart 1853 – aldaar, 25 december 1913) was een Belgische componist. Hij gebruikte soms het pseudoniem Franz Kempen.

## Achtergrond
Hij werd geboren binnen het gezin van winkelier Augustinus Andelhof en Maria Theresia Elisabetha Stroobant. Als jongeling was hij lid van kunstkring Amicitia (1860-1864), maar stapte daaruit vanwege zijn liberale karakter. Hijzelf trouwde met Maria Antonia Melania Poupaert. Zijn zoon Augustin Andelhof werd ook musicus, kreeg lessen van zijn vader, maar gaf ook lessen aan de muziekschool van zijn vader. Zijn geboortestad vernoemde een straat naar hem. In het rozenpark was een gedenksteen voor hem geplaatst, dat later gesloopt werd en in 2014 in zwaar beschadigde vorm werd teruggevonden in een gemeentedepot.  

## Muziek
Hij kreeg zijn muziekopleiding in eerste instantie van de Turnhoutse organist/componist Joseph Robson. Daarna was zijn docent Peter Benoit, bekend van het Antwerps Conservatorium. In september 1874 werd hij benoemd als stadsbeiaardier, maar nam twee jaar later ontslag. Hij kreeg het verwijt dat zijn muziek "onzedig" was. Andelhof begon vervolgens een instrumentmakerij, dat een kleine opleving kende, maar al snel weer verdween. Hij begon vervolgens een eigen muziekschool (Vrije Turnhoutsche Vlaamsche Muziekschool) onder het motto "Eigen kunst op eigen bodem", dat wil zeggen het terugdringen van de invloed van het Frans. Hij werd dirigent van diverse orkesten in Turnhout en omgeving. Daarbij voerde hij dan werken, al dan niet van hemzelf, uit met Nederlandse teksten. Van 1883 tot 1885 was hij docent aan de rijksnormaalschool van Antwerpen.
Van zijn hand verscheen Theoretische en practische muziekleer, ten gebruike der lagere scholen, middelbare scholen en muziekscholen, naar den algemeenen aanwijzer der Antwerpsche Muziekschool opgesteld (1892, Gent).
Een van zijn eerste composities was Hommage a Maximilien, empereur du Mexique (1870). Zijn Les adieux de la fiancée gasconne won in 1887 een prijs in Toulouse ook andere werken vielen in de prijzen. Andere werken zijn liederen met typisch Nederlandse titels:
- Het lied van Fladeridijn
- Dansen hopsasa
- Lapper Jan
- De watermolen
- De krekel
- De koekoek
- Kinderliedjes als Drie heidebloempjes

Serieuzer werken waren een Te Deum (in opdracht van de regering), een Grote mis in C en de opera’s José-Maria en Colombina, die beide werden uitgevoerd door de Vlaamsche Opera te Antwerpen. 
Zijn bekendste lied is het minneliedje Het lied van de smid (ook wel De smidse) op tekst van Frans Liekens. Het werd vele malen uitgevoerd in België en Nederland. In 1921 zong de Nederlandse zangeres Tilly Koenen het zelfs in de Londense Wigmore Hall. Ook schijnt het in de Verenigde Staten uitgevoerd te zijn door zangers, die de Nederlandse emigranten aldaar wilden voorzien van Nederlandstalige liedjes. Het werd zelfs opgenomen in een bundel Zangbundel voor het Nederlandse Leger uit circa 1915) en het Nederlandsch Volksliederenboek (deel 2) uit 1913. Zanger Jos Orelio heeft het op plaat vastgelegd.
- MusicBrainz: 1008f95d-4e5e-4177-a53c-47b5c477cab7
- Nederlandse Thesaurus van Auteursnamen: 304246905
- Virtual International Authority File: 289228235
- WorldCat: E39PBJxrYybXyVwWy9Mk8XQ8YP